# 글로벌녹색성장기구

진녹색: 가입국, 녹색: 초청국, 주황색: 유럽연합

글로벌 녹색성장기구(-綠色成長機構, 영어: Global Green Growth Institute, GGGI/3GI)는 개발도상국의 저탄소 녹색성장을 위해 설립된 국제기구로 자문 제공, 경험 공유, 녹색성장 모델 제시를 주 업무로 한다. 2012년 6월 20일 개막한 유엔 지속가능발전 정상회의(리우+20)를 통해 국제기구로 공인되었고, UN 총회에서 옵저버 지위를 갖고있다. 2021년 기준으로 대한민국을 비롯한 37개 국가와 동카리브 국가 기구(OECS, 7개국)가 가입되어 있다.

2013년 11월 UNFCCC (유엔기후변화협약) 제19차 당사국총회에서 기후변화협약 정부간 옵서버(Observer Organization)의 지위를 부여받았다. 2015년 6월 GGGI와 UNFCCC는 대기 중 온실가스(GHG) 농도의 안정을 달성할 기후복원성과 저배출권 개발을 촉진하여 개발도상국의 녹색성장 이슈를 해결하기 위한 활동을 함께 추진하기로 양해각서를 체결하였다.

제21차 유엔 기후변화협약 당사국 총회에서 GGGI는 다자간 개발은행 및 유엔 지역위원회와 함께 포괄적 녹색성장 파트너십을 출범시켰다. 파트너십은 개발도상국이 고용을 창출하고 최빈곤층의 소득을 높이는 포용적, 공유적 번영, 공평한 성장을 촉진하는 녹색 성장 기회와 투자를 식별할 수 있도록 지원하는 것을 목표로 한다. 창립 회원국은 글로벌녹색성장기구 GGGI, 아시아 개발 은행 (Asian Development Bank), 아프리카 개발 은행 (African Development Bank), 미주 개발 은행 (Inter-American Development Bank), 유엔 아프리카 경제 위원회 (United Nations Economic Commission for Africa), 유엔 중남미 및 카리브 경제 위원회 (United Nations Economic Commission for Latin America and the Caribbean), 유엔 아시아 및 태평양 경제 사회 위원회 (United Nations Economic and Social Commission for Asia and the Pacific)이다.

## 설립 근거
- 글로벌녹색성장기구 설립에 관한 협정[1]

## 역사
- 2010년 6월, 대한민국 대통령의 국가비전인 '저탄소 녹색성장' 추진을 위해 서울에 비영리 재단으로 설립
- 2011년, 해외지부 설치
- 2012년 10월 23일, 국제기구 출범 및 창립 총회 (대한민국 서울)[2] - 이전까지는 대한민국 정부의 예산을 사용하였고, 이후부터 국제기구의 공여금을 사용한다. 야당은 2009~2012 3년동안 대한민국 정부가 투입한 3천만 달러의 기금의 사용 내역이 불투명하다는 이유로 국회 비준을 거부한 바 있다.[3]

서울 홍릉 한국개발연구원(KDI)이 이전하는 자리에 입주할 것이 예측되었으나, 해당 부지는 글로벌지식협력단지가 되었고, GGGI는 서대문역 정동빌딩에 남게 되었다.

## 구성
의사결정기구는 기관장(President-Chair), 사무총장(Direct-General), 총회(Assembly), 이사회(Council) 등으로 이루어진다.
- 총회 : 이사회 위원과 사무총장을 선출한다. 회의의 장은 기관장이 맡으며, 부의장은 임기 2년으로 공여국 1국, 참여국 1국이 맡는다.
- 이사회 : 전략, 예산, 신입 입회, 프로그램 승인 등 실질적 집행기구. 사무총장, 대한민국(사무국 소재국으로서 영구적 투표권), 공여국 5국, 참여국 5국, 민간전문가 5인이 투표권을 행사한다.
- 소위원회 (MPSC, The Management and Program Sub-Committee of the Council) : 이사회를 보조하는 역할로, 공여국 1국, 참여국 1국, 민간전문가 1인으로 구성된다.

조직은 투자 및 정책 솔루션 부서(ISPD, Investment and Policy Solutions Division), 녹색성장 계획 및 실행 부서 (GGPI, Green Growth Planning and Implementation), 운영 지원 부서 (Operations Enabling Division)로 이루어진다. 각 부서는 사무차장(Assistant Direct-General)이 맡는다.

## 관련 기구
녹색성장의 전략은 글로벌녹색성장기구(GGGI)가, 재원은 녹색 기후 기금 (GCF)가, 기술은 녹색기술센터(GTC)가 각각 맡는다. 대한민국 내의 세 녹색 관련 기관들을 '그린 트라이앵글'이라고 하기도 한다.

## 같이 보기
- 녹색기후기금(GCF)
- 환경, 사회, 기업 지배구조(ESG)